# رکس کربت
رکس کربت (به انگلیسی: Rex Corbett) بازیکن فوتبال زادهٔ ۱۸۷۸ اهل انگلستان بود که سابقهٔ بازی در تیم ملی فوتبال انگلستان را در کارنامهٔ خود دارد. وی در تاریخ ۲ مارس ۱۹۰۳ تنها بازی ملی خود را در مقابل تیم ملی فوتبال ولز انجام داد.